# Фридлянд, Семён Яковлевич
Семён Яковлевич Фридлянд (17 апреля 1927 — 7 марта 1978) — советский и украинский спортсмен и тренер по теннису; Мастер спорта СССР (1952).

## Биография
Родился 17 апреля 1927 года в Киеве
Теннисом начал заниматься в школе. До войны стал чемпионом Киева (1940 год) среди мальчиков. Выступал за ДСО «Спартак» (Киев и Москва). Был неоднократным чемпионом этого спортивного общества. С 1953 года жил в Москве. Стал финалистом чемпионата СССР (1954) в парном и смешанном (микст) разрядах. Чемпион УССР (1947—1951) в одиночном разряде. Чемпион Киева (1946, 1947) в одиночном и парном разрядах. Чемпион Москвы (1954, в одиночном разряде; 1957, в парном разряде). Чемпион ВЦСПС (1953, в одиночном разряде; 1953 и 1958, в парном разряде). В 1950—1959 годах Семён Фридлянд входил в десятку сильнейших теннисистов СССР.
После окончания спортивной карьеры занялся тренерской работой. Был тренером сборной Москвы, победившей на Спартакиаде народов СССР 1959 года.
Умер 7 марта 1978 года в Москве. Похоронен на Николо-Архангельском кладбище Балашихинского района Московской области.
Сын — писатель Леонид Колганов.